# Port de Churchill
Le port de Churchill, situé dans la baie d'Hudson à Churchill au Manitoba, est l'unique port maritime canadien en eau profonde de l'Océan Arctique connecté au réseau ferroviaire nord-américain, par le chemin de fer de la Baie d'Hudson embranché sur le réseau du Canadien National.
Créé en 1931 par le gouvernement canadien, il est vendu en 1997 à l'entreprise américaine OmniTrax qui, après l'avoir fermé en 2016, le vend en 2018 au Arctic Gateway Group un partenariat public-privé qui rachète également le chemin de fer de la Baie d'Hudson.

## Situation géographique et maritime
Le port est encombré par les glaces durant la plus grande partie de l'année et n'est accessible que de la fin juillet au début novembre. En 2010, par exemple, la saison de navigation a duré du 28 juillet au 2 novembre. 
Des hauts-fonds limitent son développement en tant que port océanique. L'accès au port doit nécessairement se faire par un pilote agréé par l'administration des Grands Lacs.
Avec le réchauffement climatique dans l'Arctique, le port pourrait devenir une connexion maritime importante avec l'Europe via le pont arctique.

## Histoire

### Port du Gouvernement canadien (1931-1997)
Le port est la propriété du gouvernement du Canada depuis sa construction en 1931.
Il sert surtout à l'expédition de blé provenant de la Commission canadienne du blé, qui représente 90 % du trafic. Ces exportations étaient de 710 000 tonnes en 1977.
Il est privatisé en étant vendu en 1997 à la compagnie américaine OmniTrax.

### Port de la société OmniTrax (1997-2018)
En 2007, le gouvernement fédéral a investi 8 millions $ dans sa modernisation. Depuis lors, l'activité du port s'est diversifiée et a augmenté en raison de l'activité minière au Nunavut et des besoins de ravitaillement des bateaux. En 2007, le port a effectué son premier envoi de marchandises à destination d'un port au Canada, avec un chargement de 12 500 tonnes de grain pour Halifax. 
En 2011, le gouvernement du Manitoba a déclare vouloir faire de ce port une porte d'entrée arctique, capable d'accueillir des navires porte-conteneurs en provenance d'Asie et dont le fret serait ensuite acheminé par rail à ses principales destinations en Amérique du Nord.
L'activité céréalière se poursuit avec 621 000 tonnes en 2007 et 529 000 tonnes en 2009. Elle décline avec le démantèlement, en 2012, de la Commission canadienne du blé, qui en était le principal usager depuis 76 ans. Des subsides gouvernementaux pour le transport du grain par ce port ont toutefois permis d'enrayer le déclin. Les exportations de blé sont tombées à 432 434 tonnes en 2012.
Pour compenser la perte du tonnage céréalier, les producteurs envisagent de s'en servir comme terminal maritime pour le pétrole de l'Alberta et de la partie nord de la formation de Bakken en Saskatchewan. Le pétrole sera acheminé par le chemin de fer de la Baie d'Hudson et expédié par bateau à destination de la côte est des États-Unis et du marché européen. OmniTrax va investir 2 millions $ pour un voyage d'essai d'un premier chargement qui devrait quitter Churchill pour Rotterdam en octobre 2013. Les opérations commerciales commenceraient en 2014 ou 2015, avec un trafic prévu de 10 pétroliers par saison. Il faudra pour cela augmenter la capacité du pipeline de transfert au navire, ajouter des pompes et installer un nouveau réservoir. Avant d'appuyer ce projet, le gouvernement du Manitoba veut que la compagnie OmniTrax augmente la fiabilité de son chemin de fer, afin de prévenir un désastre environnemental et humain comme celui de l'accident ferroviaire de Lac-Mégantic en juillet 2013. Dans ce dernier cas, le train était également constitué de wagons-citernes transportant du pétrole en provenance de la formation de Bakken, dont l'enquête a démontré que le point d'éclair était plus bas qu'on le pensait jusqu'alors.
Les projets pétroliers n'ont pas abouti en décembre 2015, la société OmniTRAX Canada, propriétaire du port, recherche un repreneur du fait d'une chute des exportations de blé d'environ 50%. En 2016, OmniTRAX licencie une partie du personnel portuaire et ferme le port.

### Port de l'Arctic Gateway Group (depuis 2018)
Le 31 août 2018, le gouvernement annonce le rachat du port et du Chemin de fer de la Baie d'Hudson par l'Arctic Gateway Group.
Le retour des trains de marchandises chargés de grains de blé a lieu le 23 juillet 2019 avec l'arrivée du premier train depuis 2015. Sa cargaison doit être déchargée dans les installations du port pour être ensuite chargée sur un navire pour être exportée.

## Équipements
Le port de Churchill possède quatre quais en eau profonde capables d'accueillir des bateaux de calibre Panamax. Il possède un élévateur de 140 000 tonnes, capable de décharger 100 wagons par jour et de charger 1 200 tonnes métriques par heure. Les grues sont d'une capacité de 100 tonnes. Il est possible de manipuler des conteneurs de 20 ou 40 pieds et tout type de marchandise en vrac : machinerie, matériel de construction et produits liquides, y compris les produits dangereux.
Le port possède des réservoirs de 50 000 m3 de pétrole et des hangars de 7 600 m2.